# Mirjam David
Mirjam David (geb. am 25. November 1917 in München; gest. am 7. Februar 1975 in Garmisch-Partenkirchen) war eine deutsche Chemikerin und Widerstandskämpferin gegen den Nationalsozialismus im Umfeld der „Weißen Rose“.

## Leben und Wirken
David studierte Chemie an der Ludwig-Maximilians-Universität München. Ihr Vater hatte im Ersten Weltkrieg gekämpft und starb 1919 an den Folgen einer Kriegsverletzung. Da ihr Vater Jude war, galt sie nach der rassistischen Ideologie der Nationalsozialisten als „Jüdischer Mischling“. Sie arbeitete am Chemisch-physikalischen Institut der Universität, geleitet vom Nobelpreisträger Heinrich Wieland. Dieser konnte es sich aufgrund seines wissenschaftlichen Rufs leisten, sich bei der Auswahl seiner Mitarbeiter über die Rassenideologie hinwegzusetzen. Am gleichen Institut arbeitete auch Hans Conrad Leipelt, der gemeinsam mit Marie-Luise Jahn nach der Hinrichtung der Münchner Studenten die Widerstandstätigkeit der Weißen Rose fortsetzte.
Am 10. November 1943 wurde David verhaftet und ins Konzentrationslager Ravensbrück gebracht. Ihr wurde vorgeworfen, das von Leipelt und Jahn vervielfältigte Sechste Flugblatt der Weißen Rose erhalten und gelesen, den Besitz des Flugblatts aber nicht angezeigt zu haben. Am 12. Dezember 1944 wurde sie wegen „Nichtanzeige eines hochverräterischen Unternehmens“ vom Zweiten Senat des „Volksgerichtshofs“ zu zwei Jahren Zuchthaus verurteilt. Nach 1945 fehlte ihr die Kraft, ihre Arbeit als Chemikerin fortzusetzen. Sie starb 1975 in Garmisch-Partenkirchen.

## Ehrung
Mit Beschluss des deutschen Bundestages vom 25. Januar 1985 wurden die Entscheidungen des „Volksgerichtshofs“ als „Werkzeug[e] des nationalsozialistischen Unrechtsregimes“ für nichtig erklärt.
Im Mai 2017 wurde eine Straße an der Zentrale der Münchner Stadtwerke in Moosach nach ihr benannt.